# بيتر شارف
بيتر شارف (بالألمانية: Peter Scharf)‏ هو لاعب هوكي الجليد ألماني، ولد في 15 يوليو 1953 في باد تولتس في ألمانيا.

## وصلات خارجية
- بيتر شارف على موقع EliteProspects.com (الإنجليزية)
- بيتر شارف على موقع HockeyDB.com (الإنجليزية)
- بيتر شارف على موقع أوليمبيديا (الإنجليزية)